# Oost-Finland
Oost-Finland (Fins: Itä-Suomen lääni; Zweeds: Östra Finlands län) was tot 2010 een Finse provincie. In 1997 werd Oost-Finland gevormd uit de vroegere provincies Kuopio, Noord-Karelië en Mikkeli. De hoofdstad was Mikkeli. Op 1 januari 2010 werden de Finse provincies opgeheven. Het land werd toen ingedeeld in twintig regio's.
In 2002 woonden er in Oost-Finland ruim 588.000 mensen op 48.726 km².

## Gemeenten
Oost-Finland bestond uit de volgende gemeenten:
| - Eno - Enonkoski - Haukivuori - Heinävesi - Hirvensalmi - Iisalmi (Idensalmi) - Ilomantsi (Ilomants) - Joensuu - Joroinen (Jorois) - Juankoski - Juuka - Juva - Kaavi - Kangaslampi - Kangasniemi - Karttula - Keitele - Kerimäki - Kesälahti - Kiihtelysvaara - Kitee - Kiuruvesi - Kontiolahti - Kuopio - Lapinlahti - Leppävirta - Lieksa - Liperi - Maaninka - Mäntyharju - Mikkeli (S:t Michel) - Nilsiä | - Nurmes - Outokumpu - Pertunmaa - Pieksämäki - Pieksänmaa - Pielavesi - Polvijärvi - Punkaharju - Puumala - Pyhäselkä - Rääkkylä - Rantasalmi - Rautalampi - Rautavaara - Ristiina - Savonlinna (Nyslott) - Savonranta - Siilinjärvi - Sonkajärvi - Sulkava - Suonenjoki - Tervo - Tohmajärvi - Tuupovaara - Tuusniemi - Valtimo - Varkaus - Varpaisjärvi - Värtsilä - Vehmersalmi - Vesanto - Vieremä |

Åland · Lapland · Oost-Finland · Oulu · West-Finland · Zuid-Finland